# Общество дешёвых квартир

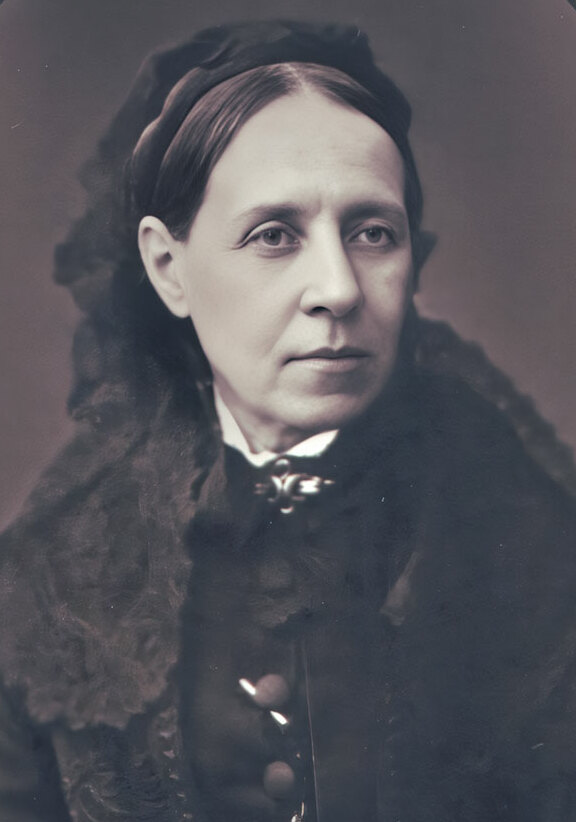
Надежда Стасова

О́бщество дешёвых кварти́р (полное название: Высочайше утверждённое общество доставления дешёвых квартир и других пособий нуждающимся жителям Санкт-Петербурга) — общество, основанное в Санкт-Петербурге в 1859 году (официально зарегистрировано в 1861) Марией Трубниковой, Надеждой Стасовой и Анной Философовой, важными активистками женского движения.

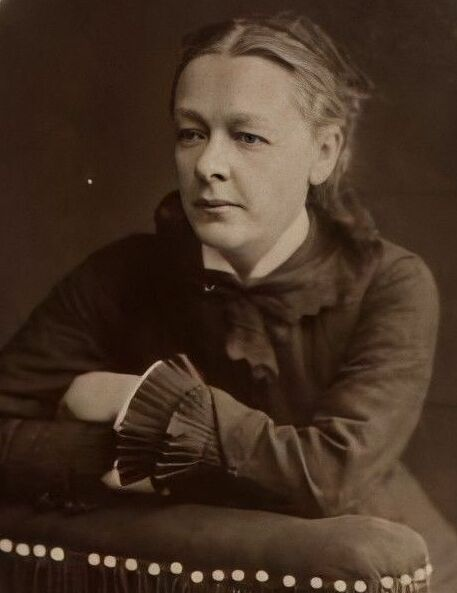
Мария Трубникова

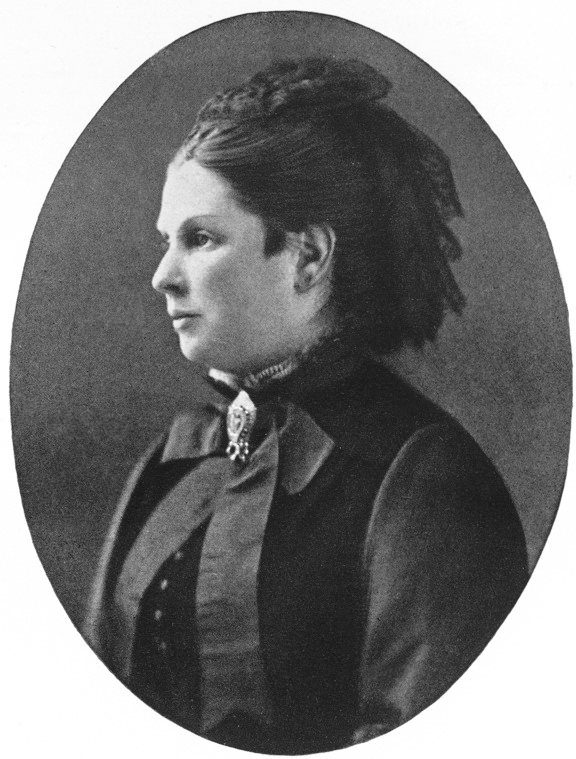
Анна Философова

Общество предоставляло нуждающимся, прежде всего женщинам с детьми, доступное жильё, а также возможности для заработка — швейную мастерскую и при ней магазин по продаже готового платья. Стремление помочь жильцам самостоятельно зарабатывать и повысить их уровень жизни отличало Общество от традиционных благотворительных организаций. В Дешёвых квартирах также действовали школа с совместным обучением и детский сад для детей жильцов, швейное училище для девочек, амбулатория и дешёвые столовые. Общество дешёвых квартир просуществовало почти шестьдесят лет, до 1917 г. Некоторые исследователи называют Общество первой российской феминистской организацией.

## Исторический контекст и создание Общества
Конец 50-х — 60-е гг. XIX века были временем общественного подъёма в России. Шок от поражения в Крымской войне, выявившего драматическое отставание России от западных стран, приход к власти императора Александра II и последовавшее смягчение режима создали условия для формирования в России либерального движения, а в его рамках — движения за права женщин. Основным фокусом первых женских организаций стала благотворительность.

Увеличение социальной мобильности в обществе привлекло к появлению в столицах большого количества провинциальной разночинной молодёжи. Новоприбывшие часто теряли связь со своими семьями, не имели поддержки в городе и остро нуждались в работе и жилье. Особенно много среди них было женщин: так, между 1860 и 1865 гг. женское население Санкт-Петербурга увеличилось на 45 000 человек, тогда как число мужчин осталось почти прежним. Этим женщинам было существенно труднее найти заработок, чем мужчинам. Мария Трубникова писала: 
«Мужчины находят себе работу и независимость посредством труда интеллектуального и ручного, но… ежегодно всё более и более вырастает контингент замужних и незамужних женщин, равномерно нуждающихся в работе, если не желают умереть с голода или проституироваться».
В мае 1859 г. группа активисток собралась в доме Трубниковой, чтобы обсудить создание новой благотворительной организации, которая обеспечила бы нуждающихся, преимущественно женщин с детьми, недорогим достойным жильём. Все они уже имели опыт благотворительности. Помимо Трубниковой, в собрании приняли участие Анна Философова, Надежда Стасова, Вера Ивашева (сестра Трубниковой), Надежда Белозерская, Е. А. Воронина, баронесса Ольга Корф, баронесса Штакельберг и другие.
Участницы немедленно разделились в вопросах тактики. Часть из них, так называемая немецкая фракция (в неё входили баронессы немецкого и балтийского происхождения), придерживались более традиционного взгляда на благотворительность, предполагавшего полный контроль и надзор за жизнью подопечных. Они желали «непременно иметь право наблюдения за жилицами и их семействами, бесконтрольную власть входить во всякое время в их квартиры, вмешиваться во все их дела, взыскивать с них, наставлять их во всём, и т. д.» Группа Философовой призывала ограничиться организацией помощи, считая важным уважение к личному достоинству людей. В итоге немецкая фракция отделилась и создала свою собственную благотворительную организацию, а Трубникова, Стасова и Философова организовали новое Общество дешёвых квартир на более демократических началах.
Концепция нового объединения выходила за рамки деятельности традиционных благотворительных организаций. Идея Философовой, Стасовой и Трубниковой состояла в том, чтобы не только предоставлять женщинам из социальных низов (работницам, ремесленницам и мелким чиновницам) недорогое достойное жильё, но и находить для них способы самостоятельно зарабатывать на жизнь: «Помогать встать на ноги, а не делать из бедных паразитов общества… и помогать, не оскорбляя в них чувство собственного достоинства».

## Структура организации
Управлением Обществом занимался Комитет во главе с председательницей. Первой председательницей стала Мария Трубникова. Должность казначея и вице-председательницы заняла её сестра, Вера Ивашева.
Список председательниц Общества:
- Мария Трубникова (1859—1861)
- Анна Философова (1861—1863)
- Вера Ростовцева (1863—1867)
- Анна Философова (1867—1879)[1]
- Олимпиада Козлова (1879—1881)
- Ольга Рукавишникова (1882—1885)
- Александра Озерова (1886—1898)
- Ольга Баранова
- Екатерина Адлерберг
- София фон Эттер (1911—1917)[6]

## Деятельность Общества

### Дешёвые квартиры
Официально Общество дешёвых квартир было признано правительством лишь 3 февраля 1861 г. К этому моменту организация уже имела сеть квартир в разных частях города. Первые помещения активистки арендовали, собрав при помощи самообложения сумму в 500 рублей. В каждой квартире оборудовали общие кухни. Арендная плата составляла по 2,50 рублей, а самым бедным сдавали жильё бесплатно.

#### Первый дом (Дом Реймерса)
В 1863 году Обществу удалось собрать арендаторов из разбросанных по городу квартир, арендовав дом архитектора Реймерса в 3-й Роте Измайловского полка, д. 7 (теперь 3-я Красноармейская улица, 7) и дом Тура на Знаменской пл. (теперь пл. Восстания). К 1866 г. в доме Реймерса проживало 117 человек. Впоследствии дом выкупили за 90 тыс. рублей.
В 1880 г. бывший дом Реймерса был перестроен. На первом этаже организовали шестикомнатное мужское общежитие для рабочих на 82 места. Тогда же в помещениях Общества организовали «отделение для бесприютных детей» — приют на десять мест для девочек, в основном осиротевших дочерей жилиц из домов Общества. К этому моменту число подопечных Общества достигло 300 человек.

#### Второй дом (Дом Мижуева)

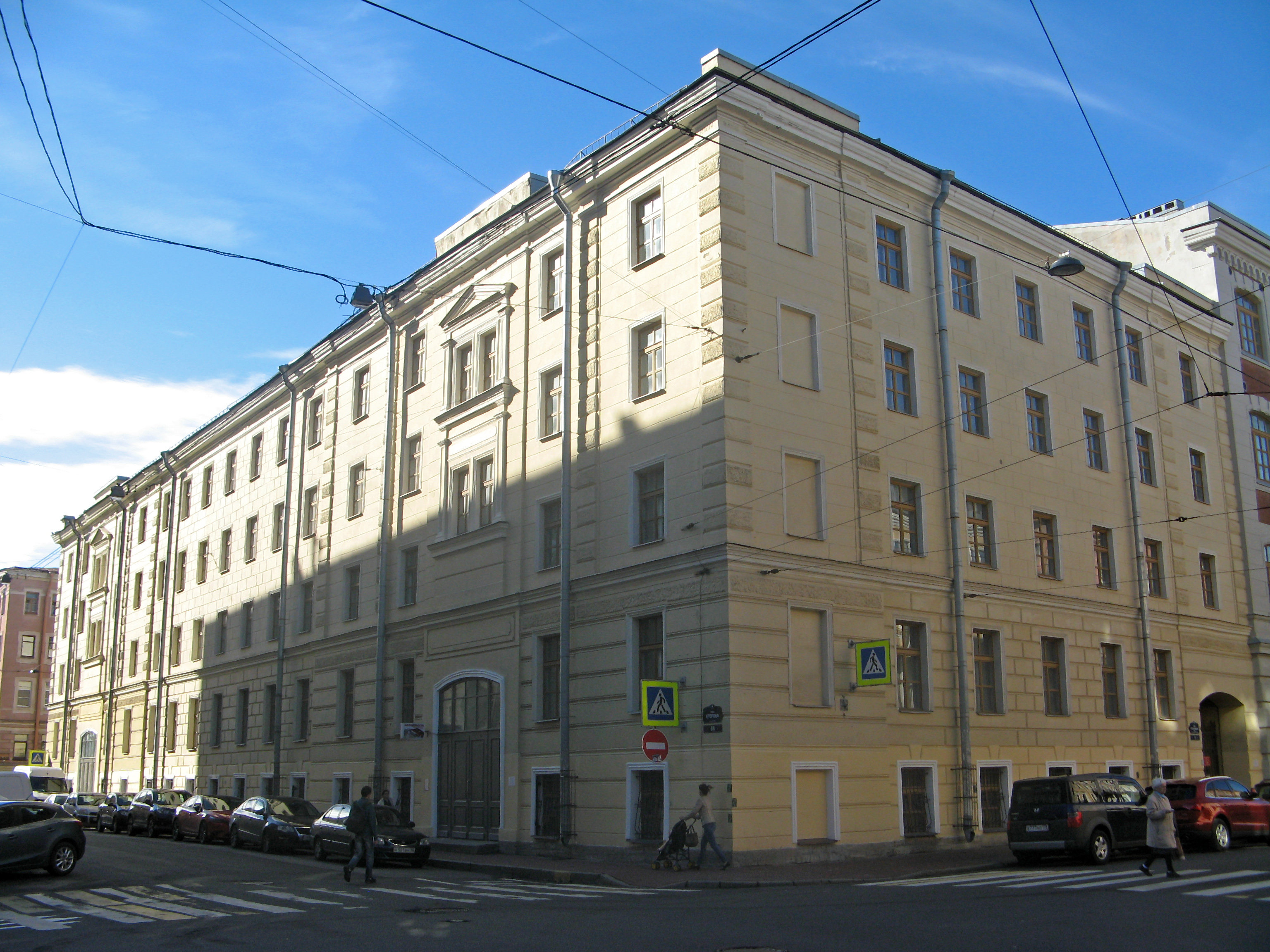
Дом Общества дешёвых квартир на 2-й Красноармейской ул., 8 / 3-й Красноармейской ул., 7 / ул. Егорова, 5

В 1867 году Обществу удалось собрать деньги на постройку нового четырёхэтажного «образцового» дома. Проект разработал архитектор Павел Мижуев. Здание было построено в 1875 г. на участке между 2-й и 3-й Ротами (теперь ул. Егорова, 5), рядом с домом Реймерса. В него переселили жильцов из дома Тура и других квартир сообщества.
В 1877 г. барон Гораций Гинцбург пожертвовал деньги на бесплатное проживание в доме для слушательниц Женских врачебных курсов. В честь его жены Анны отделение для курсисток (восемь двухместных комнат) было названо «Аннинским». В отделении устроили библиотеку на 300 томов. После закрытия Медицинских курсов комнатами пользовались слушательницы Высших и Фельдшерских курсов.

#### Третий дом
В 1903 г. на месте флигеля дома Реймерса построили новое здание по проекту архитекторов Александра Красовского и Владимира Курзанова. В здании разместили швейную мастерскую, училище, детский сад и ремесленную мастерскую. Освободившиеся помещения Общества перестроили под жильё.
В 1910 г. в доме устроили женское общежитие на 25 мест, в котором можно было арендовать кровать и шкаф для хранения вещей.

#### Другие помещения
В 1866 г. Общество дешёвых квартир взяло на попечение бесплатную квартиру «для престарелых бедных женщин». Квартира была основана благотворительницами В. В. и С. В. Ланскими и содержалась на пожертвования графини Софии Борх.
В 1870-е годы, в период работы Высших женских медицинских курсов, Общество снимало на Выборгской стороне «комнаты Философовой» — отдельное жильё для студенток-медичек. В девяти комнатах проживало до 36 курсисток.
В 1903 г. Общество построило в пригороде Петербурга, в Дудергофе, «школьную дачу» на 60 мест, где проводили лето дети жильцов Дешёвых квартир.
Кроме жилых помещений, в Дешёвых квартирах старались организовать инфраструктуру для повышения уровня жизни жильцов. В зданиях Общества работали общественные кухни и дешёвая столовая, школа и бесплатный детский сад. Жильцов регулярно посещал врач. Позднее, в 1882 г., в Дешёвых квартирах открыли отдельную амбулаторию, в которой жильцы могли получить медицинскую помощь.
Финансирование активистки находили через пожертвования, взносы членов Общества, лотереи, благотворительные базары или сдачу помещений в аренду. Аристократки Философова, Стасова и Трубникова поддерживали связи в  обществе, осторожно избегая ассоциаций с радикальным движением. Это позволяло им находить покровительство для Общества в высших кругах. Благотворительницы налаживали взаимодействие с государством: так, с 1880 г. Городская дума выделила Обществу ежегодное финансирование в 3 000 рублей. 

### Швейная мастерская
Для того чтобы дать жилицам возможность заработать себе на жизнь, в Дешёвых квартирах (в доме Реймерса, а затем в доме Мижуева) организовали швейную мастерскую. Мастерская работала под руководством Елизаветы фон Таубе и Юлии Гамбургер. В ней могли работать приходящие посетительницы, но преимущественное право оставалось за жилицами. За работу в мастерской взимали плату, но параллельно в Квартирах открыли второе, бесплатное помещение с 14 швейными машинками. При мастерской организовали прачечную и магазин по продаже готового платья. Кроме того, в Дешёвых квартирах открыли ремесленное училище для девочек, где их готовили к работе в швейной мастерской.
Вскоре после открытия мастерская столкнулась с проблемами. Активистки Общества старались обеспечить работниц заказами, но у тех не хватало профессиональной подготовки, чтобы шить качественные вещи: «Для хорошей работы необходим был вкус, кройка, нужно было бы затратить много денег, а результат всё-таки был сомнителен. Между женщинами, живущими в общем доме, не оказалось ни одной, годной для этой цели». Через отца участницы общества Марии Менжинской, инспектора в школе подпрапорщиков и юнкеров, удалось получить большой заказ на пошив белья на всю школу. Это обеспечило мастерскую стабильной работой на первое время.
В 1871 г. Стасова, Философова и Гамбургер сумели добиться огромного заказа от военного министерства на пошив обмундирования, что обеспечило работниц Общества заработком до 1892 года.

### Школа и детский сад
Особое внимание активистки Общества уделяли детям жильцов: дети работающих матерей часто оказывались предоставлены сами себе и влекли полуголодное существование. Для самых маленьких детей (от двух до семи лет) в помещениях Общества открыли бесплатный детский сад на двадцать человек. Это было новаторским шагом — первые в России детские сады появились всего несколькими годами ранее, и все они были платными.
Воспитание в саду строилось по методике Фрёбеля, ориентированной на развитие природных способностей детей. Воспитательницы играли с детьми, обучали священному писанию, занимались их умственным и физическим развитием и готовили к школе. Сад работал с 10 до 16 часов. С начала 1870-х детей начали кормить бесплатными обедами. Со временем в сад начали принимать детей частных лиц, в основном — из рабочих семей.
Для детей более старшего возраста под руководством Надежды Стасовой была открыта школа с совместным обучением мальчиков и девочек. Преподавали в ней в основном активистки Общества. Учебный курс соответствовал курсу начальных городских училищ. После окончания трёхлетнего обучения Общество на собственные средства помогало наиболее способным детям продолжить образования в средние учебные заведениях, ремесленных училищах или мастерских.
В 1877 г. в доме Реймерса открыли театральный зал для детских праздников. В свободное время зал сдавали в аренду, выручку от которой перечисляли в кассу Общества.

## Итоги деятельности
Общество дешёвых квартир просуществовало почти 60 лет, до 1917 года. В 1911 г. оно снабжало квартирами почти 600 человек. К концу существования совокупный капитал общества превысил 800 000 руб.
Среди исследователей есть разногласия по поводу того, можно ли в отсутствие сложившейся идеологии считать Общество феминистской организацией, но его называют одной из первых организаций женского движения в России. Помимо прямой пользы от благотворительности, этот проект принес ценный опыт самоорганизации и участия в общественной деятельности для самих активисток. Многие жилицы Дешёвых квартир стали участницами или, по крайней мере, сторонницами движения. Общество было первым проектом «женского триумвирата» Философовой, Стасовой и Трубниковой, которые стали важнейшими деятельницами женского движения.
Несмотря на многолетнюю успешную деятельность Общества, сами активистки уже к началу 1862 года пришли к выводу, что им не удалось создать организацию в том виде, который они задумывали. Задумывая Общество дешёвых квартир, Философова, Стасова и Трубникова руководствовались популярными в интеллигентской среде 50-60-х гг. идеями разумной организации коллективного труда, реорганизации жизни, личной ответственности за свою судьбу. Они собирались «создать такое общество, которое, давая заработок, делало всех участвующих равноправными», и ожидали, что жилицы Дешёвых квартир будут сотрудничать на равных с членами Общества и деятельно переустраивать свою жизнь. Эти идеи не всегда вызывали энтузиазм у самих подопечных, работниц и мелких чиновниц. Они часто задерживали плату за квартиры, а также, по мнению активисток, были пассивны и в целом считали естественной постоянную заботу о себе. Выйти за рамки вертикальных отношений помогающих и опекаемых так и не удалось. Активистки видели причину в том, что работницы были слишком задавлены обстоятельствами и не способны изменить свои взгляды.
Следующие проекты членов кружка Трубниковой были рассчитаны на более социально близких им образованных женщин из разночинной среды, которые разделяли их идеи и нуждались в «интеллигентном» труде. Это нашло отражение в неудавшемся проекте Общества женского труда и создании Женской издательской артели.